# ذنباب ملاوي
ذُنْبَاب مَلاوِيّ هي نوع من الخفافيش من جنس ذنباب في فصيلة الخفاش ورقي الأنف. إنه خفاش صغير جدًا له فرو طويل وناعم. لون الفراء بني إلى أسود على السطح الظهري ورماد على السطح البطني. يمكن تمييزها عن الخفافيش ورقية الأنف الأخرى بصغر حجمها وغياب الذيل.

## التوزع
،سجل وجوده في الجزء الشرقي من سراوق. يقتصر توزيع هذا الخفاش على منطقة جنوب شرق آسيا من شبه جزيرة تايلاند وشبه جزيرة ماليزيا وبورنيو وربما إلى الفلبين.